# マファルダ・デ・サボイア (ポルトガル王妃)
マファルダ・デ・サボイア（Mafalda de Sabóia, 1125年ごろ - 1157/8年11月4日）は、ポルトガル王アフォンソ1世の王妃。サヴォイア伯アメデーオ3世の娘。名はマティルデ（Matilde）とも。

## 生涯

### 生い立ち
マファルダはサヴォイア伯アメデーオ3世とマオー・ダルボン（アルボン伯ギーニュ4世の妹）の次女または三女である。叔母の一人であるアデル・ド・サヴォワはフランス王ルイ6世の王妃となり、祖母の兄はローマ教皇カリストゥス2世（在位：1119年 - 1124年）であった。

### 結婚の経緯
父アメデーオ3世は第2回十字軍に参加したが、これがマフォルダが初代ポルトガル王の王妃として選ばれた理由の一つであったとみられる。このような同盟は、ポルトガルの領土からムーア人を追放することに貢献し、レオン王国の影響の外から妃を選ぶことにより、新王の独立性を示すことにもなった。また、近親婚を避けるため、近隣のイベリアの王国から王女を選ぶことができなかった可能性もある。またこの結婚は、1143年のサモラ条約の立会人の1人であったイベリア半島の教皇特使グイド・デ・ヴィーコから提案された可能性もある。

### 王妃として
マファルダは1146年5月23日に、以前マファルダの義母テレサ・デ・レオンがクリュニー修道院に対し行った寄進を承認した際に最初に夫とともに確認される。マファルダはシトー会の支援に非常に熱心で、ギマランイスにコスタ修道院を創建し、カナヴェゼスに巡礼者、貧しい人々、病人のための病院/宿泊所を設立した。マファルダは、この病院が常に清潔に保たれ、良質で清潔なベッドが備え付けられ、施設に入院している患者がそこで亡くなった場合、その魂を救うため3回のミサが行われることを遺言で取り決めた。
ウォルター・マップは作品『宮廷人の閑話』の中で、「現在のポルトガル王」、これはほぼ間違いなくアフォンソのことであるが、見当違いの嫉妬から妊娠中の妻を殺害するよう邪悪な助言者に説得されたと記している。ただし、この記述は他の資料では確認されず、一般に受け入れられていない。

### 死と埋葬
マファルダは1157年または1158年にコインブラにおいて死去し、サンタ・クルース修道院に埋葬された。夫はマファルダの死から27年後に死去し、同修道院に埋葬された。

## 結婚と子女
『Annales D. Alfonsi Portugallensium Regis』には1145年にマファルダとアフォンソ1世の結婚式が行われたと記されており、少なくとも最初に特許状に夫妻で確認される1146年5月より前にアフォンソと結婚したことは確実である。歴史家ジョーゼ・マットーゾは別の資料『Noticia sobre a Conquista de Santarém（サンタレンの占領に関するニュース）』に、結婚から1年も経たない1147年5月15日にサンタレンの町が占領されたと記されていることを示している。当時、四旬節の間に結婚式を行うことができなかったため、マットーゾは結婚が1146年の3月または4月、おそらくその年の3月31日の復活祭の日曜日に行われた可能性があると示している。アフォンソ1世は38歳位、マファルダは21歳位であった。2人は7子をもうけたが、成人したのはウラカ、テレサおよびサンシュの3子であった。
- エンリケ（1147年3月5日[13][14][15] - 1155年6月）[15][14] - 父方の祖父エンリケの名から名付けられた。まだ子供であったにもかかわらず、3歳のときにトレドの評議会で父親の代理を務めた[15]。弟サンチョの誕生直後の1155年に8歳で死去した[15]。
- ウラカ（1148年[15] - 1211年[16]） - レオン王フェルナンド2世妃。1171年または1172年に結婚は解消され、サモラに引退した。後にバリャドリッドのワンバにあるサンタ・マリア修道院に移り、同修道院に埋葬された[17]。
- テレサ（1151年[15] - 1218年[5]） - フランドル伯フィリップ・ダルザスと結婚[18]。死別後ブルゴーニュ公ウード3世と再婚[16]。
- マファルダ（1153年[15][14] - 1162年以降） - 1160年1月、父アフォンソ1世とバルセロナ伯ラモン・バランゲー4世はマファルダと3歳か4歳の王子アルフォンソ（後のアラゴン王アルフォンソ2世）との結婚を交渉した[13][19]。1162年夏にラモン・バランゲー4世が死去した後、レオン王フェルナンド2世はマファルダとアルフォンソの結婚話を取りやめ、代わりにアルフォンソ7世とその2番目の妃リクサ・シロンスカの娘サンチャとアルフォンソを結婚させるよう、アラゴン女王ペトロニラを説得した[20]。マファルダは早世したが、その没年は不明である。
- サンシュ1世（1154年[14] - 1212年） - ポルトガル王。トゥールの聖マルティヌスの祝日に生まれたため、マルティンの名で洗礼を受けた[15]。
- ジョアン（1156年 - 1164年8月25日）[2]
- サンシャ（1157年 - 1166/7年2月14日） - 母マファルダが死去する10日前に生まれた。サンタ・クルース修道院（コインブラ）の死亡届によると、2月14日に10歳になる前に死去し[21][14]、同修道院に埋葬された[13]。